# Alchemilla nivalis
Alchemilla nivalis é uma espécie de rosácea do gênero Alchemilla, pertencente à família Rosaceae.